# Gimel-les-Cascades
Gimel-les-Cascades är en kommun i departementet Corrèze i regionen Nouvelle-Aquitaine i de centrala delarna av Frankrike. Kommunen ligger  i kantonen Tulle-Campagne-Sud som tillhör arrondissementet Tulle. År 2022 hade Gimel-les-Cascades 765 invånare.

## Befolkningsutveckling
Antalet invånare i kommunen Gimel-les-Cascades
Referens:INSEE